# علم خواص الأقاليم
علم خواص الأقاليم علم يتعرف منه ما في كل إقليم أو بلد من المنافع والمضار والغرائب. وهذا علم جليل ترتاح إليه النفوس، مثل ما روي أن ببلاد الهند وردا مكتوب في الورقة منها محمد رسول الله - صلى الله عليه وسلم - رواه الذهبي في الميزان، ونظيره ما ذكره ابن العديم في تاريخه في ترجمة الحسن بن أحمد بن الحسن الوراق المصيصي أنه روى مسند إلى علي بن عبد ربه الهاشمي أنه رأى في بعض الهند وردة طيبة الرائحة سوداء عليها مكتوب بخط أبيض (لا إله إلا الله محمد رسول الله، أبو بكر الصديق، عمر الفاروق) قال: ظننت أنه معمول، ففتحت وردة فلم تفتح بعد فكان فيها مثل ذلك، وفي البلد منه شيء كثير.
وأهل تلك القرية يعبدون الحجارة، ولا يعرفون الله عز وجل.
وحكى الشيخ اليافعي في كتابه المسمى بروض الرياحين عن بعض الشيوخ أنه رأى ببلاد الهند شجرة مكتوبة عليها بالحمرة (لا إله إلا الله محمد رسول الله) كتابة جليلة وهم يتبركون بها ويستسقون بها إذا منعوا من الغيث، فحدث بها أبا يعقوب الصياد فقال: ما أستعظم هذا، كنت أصطاد على نهر أبلة، فاصطدت سمكة مكتوب على جبينها الأيمن، وأذنها اليمنى (لا إله إلا الله) وعلى جنبها الأيسر وأذنها اليسرى (محمد رسول الله) فقذفتها في الماء احتراما لما عليها.
قلت: سمعت ممن أثق به أنه يروي عمن يثق به أنه رأى جرادة في إحدى جناحيها (لا إله إلا الله) وفي الأخرى {محمد رسول الله}.
وأمثال هذه الغرائب في الآفاق خارجة عن إحاطة الأوراق، سبحان مبدعها، ومخترعها جل جلاله وعم نواله.
وكتاب عجائب المخلوقات للقزويني التي فيه بالعجيب العجاب وكتاب آخر في هذه الباب أحسن من كتاب القزويني لكني لم أتذكر اسمه ثم سألت واحدا من أصحابي، فقال: أنه خريدة العجائب لابن الوردي وفيها كتاب آخر وهو (2/ 280) (نزهة المشتاق في اختراق الآفاق) للشريف الصقلي وتقويم البلدان للياقوت الحموي، وغير ذلك واهـ ما في مدينة العلوم
وأقول قد وقفت على الكتابين الأولين، ورأيت فيهما من ذكر العجائب، وغرائب الدنيا ما يستبعده العقل ولا يصدقه القلب المستقيم، وإن كان الله عز وجل قادرا على كل محال، وما ذكر من أوراد الهند أعجب من كل عجاب، لأن إقليم الهند حاله مع بعد مسافة بلاده معلوم لكل واحد، ولم يسمع ممن يسكنه إلى الآن أن مثل هذه الأوراد في بلد من بلدانها موجود، ولم يعين الحاكي لها اسم ذلك البلد، أو كانت تلك الأوراد في وقت من الأزمنة الخالية، ولم يبق لها الآن أثر ولا عين، مع أن كل محال في حقه - سبحانه وتعالى - ممكن سهل الحصول، والقدرة صالحة لأمثال تلك الأحوال، لكن الكلام في صحة هذا الكلام، وفيما ذكره من عجائب الأنام، ولا توجد ولا تعلم منها إحدى العلامات والله أعلم.